# Станик, Сюзанна Романовна
Сюза́нна Рома́новна Ста́ник (укр. Сюзанна Романівна Станік; род. 27 сентября 1954, Львов, УССР) — украинский государственный деятель, дипломат, юрист. Кандидат юридических наук (2000).
Министр по делам семьи и молодёжи Украины (1996—1997), министр юстиции Украины (1997—2002). Постоянный представитель Украины при Совете Европы (2001—2003). Чрезвычайный и полномочный посол в Швейцарской Конфедерации (2003—2004). Судья Конституционного суда Украины (2004—2007). Заслуженный юрист Украины (1998).

## Биография
Родилась 27 сентября 1954 года во Львове. В 1977 году с отличием окончила юридический факультет Львовского государственного университета имени Ивана Франка. В 1990 году — Одесский институт политологии и социологии.
Трудовую деятельность начала в 1978 году. В 1978—2002 годах занимала ответственные должности в органах исполнительной власти сначала Львовской области, затем Кабинета Министров Украины.
6 июня 2002 года присвоен ранг Чрезвычайного и Полномочного Посла.
25 марта 2004 года назначена судьёй Конституционного Суда Украины.

## Личная жизнь
В 2000 году вышла замуж за журналиста Вадима Афанасьевича Долганова. Есть сын.

## Награды
- Орден «За заслуги» III степени (2004)[15]
- Орден княгини Ольги III степени (1998)[16]
- Командор ордена Великого князя Литовского Гядиминаса (1998, Литва)[17][18]
- Большой крест ордена Заслуг (16 апреля 1998 года, Португалия)[19]
- Гранд-офицер ордена Освободителя Сан-Мартина (11 декабря 1998 года, Аргентина)[20].
- Заслуженный юрист Украины (1998)
- Грамота Верховной Рады Украины (2006)[18].